# Lunkinjärvi
Lunkinjärvi är en sjö i Finland. Den ligger i kommunen Tammela i landskapet Egentliga Tavastland, i den södra delen av landet, 100 km nordväst om huvudstaden Helsingfors. Lunkinjärvi ligger 129,9 meter över havet. Arean är 1,16 kvadratkilometer och strandlinjen är 8,59 kilometer lång. Sjön  ingår i Kumo älvs huvudavrinningsområde.   I omgivningarna runt Lunkinjärvi växer i huvudsak blandskog.
I övrigt finns följande i Lunkinjärvi:
- Lunkinturve (en ö)